# Stazione di Tuoro-Serradarce
Stazione di Tuoro-Serradarce 1968-ban bezárt vasútállomás Olaszországban, mely Tuoro és Serradarce településeket szolgálja ki.

## Vasútvonalak
Az állomást az alábbi vasútvonalak érintették:
- Salerno–Potenza-vasútvonal

## Kapcsolódó állomások
A vasútállomáshoz az alábbi állomások vannak a legközelebb:
- Stazione di Contursi Terme
- Stazione di Campagna-Serre-Persano